# 高橋直輝
高橋 直輝（たかはし なおき、本名：添田充啓＝そえだ あつひろ、1973年2月11日 - 2018年4月）は、日本の政治活動家。生前は「民族差別反対団体」と主張する「男組」の組長（男組の代表を「組長」と呼ぶ）をしていた。

## 経歴
レイシストをしばき隊の関連団体として、「男組」を設立。男組を率いて、レイシストをしばき隊（しばき隊）等とともに、在日特権を許さない市民の会（在特会）等に対するカウンターデモを行う。
また、ダッシュで対立相手に近づいて行き寸前で止まる「添田ッシュ」を開発した。
2013年6月16日に「猛烈にしばき開始」し、6月29日にカウンター仲間による集団の名称を「男組」と定める。
2013年9月29日に、在日特権を許さない市民の会のデモ参加者に対する暴行及び脅迫の容疑で、「本部長」とともに暴行罪で逮捕され、略式起訴で罰金20万円、「本部長」木本は10万円となる。
2014年5月25日には高橋ら男組のメンバー10名がJR西川口駅（埼玉県川口市）の改札前で、在特会の移民受け入れ反対デモに参加しようとした在特会の会員1名を取り囲み、そのうち1名が在特会会員の顔面を殴って骨折させたとして、殴られた在特会会員とともに暴行容疑で逮捕され、傷害罪で懲役10ヶ月・執行猶予3年の判決が下された。
2014年7月16日、高橋ら主要構成員8名が、前年10月26日午後2時15分ごろ、大阪市営地下鉄長堀鶴見緑地線西大橋駅構内で、新町南公園のデモに参加しようとしていた40代男性を集団で取り囲み、壁に押し付けて大声で恫喝するなど暴行や脅迫を加えた疑いにより、暴力行為等処罰法違反容疑で大阪府警警備部などに逮捕された。府警は構成員の自宅と関係先である大阪府、東京都、静岡県など7都府県10カ所を家宅捜索した。4名が同罪で起訴され有罪となった。逮捕された高橋ら2名は3度目の逮捕であり、執行猶予期間中であった。
2015年3月28日付で男組を解散したが、2016年3月に男組公式ブログを新設、4月に「男組復活祭」を開催、6月に男組総本部のTwitterアカウントを新設し、活動再開。
2016年8月頃から、沖縄の差別問題に取り組むために沖縄へ渡る。8月25日午前8時20分頃、高橋が高江ヘリパッド建設工事現場で妨害行動を起こした際、沖縄防衛局職員に暴行を加えて全治2週間のけがを負わせて現行犯逮捕され、10月26日に傷害罪と公務執行妨害罪の容疑で起訴される。2017年3月17日に那覇地方裁判所の公判で高橋は無罪を主張し保釈請求をしたが退けられた。
2017年4月21日、那覇地裁によって準抗告が認められ保釈が決定。同日夜、那覇拘置所から保釈された。
2017年5月19日、公式ホームページから、男組の解散宣言を出す。
2018年3月14日、那覇地方裁判所（柴田寿宏裁判長）は、沖縄防衛局職員への傷害罪に問われ、懲役2年を求刑された被告人の高橋に対し、懲役1年6月・執行猶予5年の有罪判決を言い渡した。
2018年5月25日、政治活動を通して交友のあった香山リカのTwitter本人アカウントより、高橋が4月に病気療養中に死去したこと、6月に「偲ぶ会」を開催することが発表された。享年45歳。

## 人物・不祥事
- 『男組』の関東若頭の山口祐二郎は、高橋を「どう見ても暴力団にしか思えない大柄なサングラスをかけた男」「佇まいが完全に暴力団」としており、男組のメンバーは「ガラ悪い連中ばかり」であると述べている[2]。高橋は、全身が刺青まみれであることを（のちに刺青シールと判明）カウンター集団から「暴力団などならず者の集まり」などと思われるのではないか、とイメージダウンを気にして隠していたが、2015年6月29日の「男組」カウンター開始以降は全身の刺青シールを披露するようになったという[2]。
- 高橋は在特会デモの参加経験があり、Twitterで自身も「ヘイトスピーチ」を行っていたが、のちに思想が正反対に転向したという経歴の持ち主である[2]。晩年から死去に際しては、反レイシスト集団の中での問題行動などのため高橋に対して冷淡な反応であった中で、逆に在特会などの行動保守側からは瀬戸弘幸が追悼声明を出す[36]など、その死を哀れむ言動が目立った。
- 男組のカウンタースタイルについて、「これじゃただのチンピラではないか」「反差別運動に悪いイメージが付く」「在日朝鮮人の気持ちを分かっていない」「自己満足にすぎない」「なぜエセ和彫りのシールなのか、そこは韓国式のタトゥーシールだろ。そもそもタトゥーシールを誇示して威圧するのが間違いだが。」などの批判は多いという[2]。
- 警視庁公安部は、レイシストをしばき隊とともに活動し「男組」の幹部である、という情報を把握している[11]。
- 産経新聞は、沖縄の高江ヘリパッド工事現場付近では、福島瑞穂と接点をもち現地で行動をともにしていた、と報じている[37]。
- 一般社団法人日本戦略研究フォーラムの篠原章によると、高橋は元暴力団員とされ、福島瑞穂と有田芳生と関係が深いという[38]。（ただし桜井誠によると高橋が暴力団組員だった、前科4犯については事実ではないと判明している。）
- 桜井誠によると、高橋が指定暴力団神戸山口組の2次団体山健組組員であると自称していることについて調査したところ、山健組とは関連のない人物であったと判明したという[4]。また、高橋が前科4犯を自称していることについて（調査時点では）事実ではなかったとしている[4]。
- 在日本大韓民国民団（民団）の機関紙「民団新聞」によると、自身の主張は「右翼」を称し、「本物の右翼は人種差別をしない」と主張している。また、民団新聞によると高橋は「トラメガで怒鳴り立てる『しばき隊』の非暴力路線がどうにも生ぬるい」と主張し、2013年秋まで「逮捕上等」と広言してはばからなかった、としている。また、自身の逮捕について「逮捕は必要だった。あえて新聞沙汰になることで、どっちもどっちと考えている一般市民の関心を呼び起こせた。差別扇動・排外主義デモの参加者も確実に減らせた」と述べているという[18]。
- 2014年8月に差別反対のワークショップを開催した際、組長であった高橋は、初めて会った女性に何度も執拗に痴漢行為や言葉などによる性的嫌がらせを行った。その翌日、Twitterにて、一言だけ謝罪したものの、当日の内に元ヤクザの肩書きを強調しつつ、女性に黙るよう脅迫した。女性は公式謝罪を要求したが、高橋は連絡を遮断すると共に、その要求に応じず、また高橋の周囲は事件を隠蔽した。そのため、2017年9月3日、被害女性はブログにて、反差別運動の内部で隠蔽されていた高橋による加害事実を公開した。それでも、彼らを支持する在日韓国人監督により、高橋を主人公として、男組の活動をドキュメンタリー形式で宣伝する、韓国向けに製作された映画が2018年8月15日に公開された。しかし、上記のスキャンダルが8月末に韓国国内側でも公になったため、韓国の配給会社は即座にイベントの中止と公開の停止処分を行う事態に発展した[7]。